# Anna Danielsdotter
Anna Danielsdotter (finska: Anna Danielintytär), död 1685, var en finländsk postmästare och handlare. 
Hon fick som änka myndigheternas tillstånd att överta ämbetet som kunglig postmästare i Uleåborg efter sin make. 
Hon övertog och skötte framgångsrikt makens handelshus efter hans död. 